# Ildefonso Turrubiartes
Ildefonso Turrubiartes (Cerrito Colorado, 23 de enero de 1890 - 1 de marzo de 1963) fue un político, revolucionario y guerrillero mexicano, miembro del ya extinto Partido Nacional Revolucionario. Se desempeñó como gobernador del estado de San Luis Potosí desde 1931 a 1935.
Fue parte de la revolución mexicana y secretario de guerra, como mandatario se le recuerda la fundación de la junta estatal de caminos, por el inicio de la carretera de San Luis Potosí a Antiguo Morelos y por reintegrar la autonomía a la Universidad Autónoma de San Luis Potosí, entre otras actividades. 
En el estado de San Luis Potosí se encuentra una localidad con el nombre de Ildefonso Turrubiartes en conmemoración al general.   